# Cyrtodactylus ziegleri
Cyrtodactylus ziegleri là một loài thằn lằn trong họ Gekkonidae. Loài này được Nazarov, Orlov, Nguyen & Ho mô tả khoa học đầu tiên năm 2008.